# 洛阳专区
洛阳专区，中华人民共和国河南省已撤销的专区，在今河南省西部。
1949年置，专员公署驻洛阳市。辖洛阳市及洛阳、偃师、孟津、新安、宜阳、伊阳、伊川、嵩县8县。
1952年，原陕州专区所属陕县、渑池、洛宁、卢氏、栾川、灵宝、阌乡7县划入洛阳专区。辖1市、15县。
1954年，洛阳市升地级市；撤销阌乡县，并入灵宝县；原许昌专区所属临汝县划入。1955年，撤销洛阳县，并入洛阳市及孟津、偃师、宜阳3县。1957年，由陕县析置三门峡市，由省直辖。洛阳专区辖14县。
1958年，原省直辖的洛阳、三门峡2市划归洛阳专区。1959年，伊阳县改名汝阳县。1960年，撤销陕县，并入三门峡市；撤销栾川县，并入嵩县。专区辖2市、12县。
1961年，恢复栾川县。1962年，恢复陕县。1964年，洛阳市升地级市。洛阳专区辖1市、14县。
1969年，撤销洛阳专区，改置洛阳地区。 

## 历任专员
- 张剑石（1949年10月－1951年3月）
- 张云生（1951年3月－1952年8月）
- 王慧智（1952年8月－1954年7月）
- 巨和勤（1954年7月－1958年7月）
- 苏振华（1958年7月－1962年10月）
- 巨和勤（1962年10月－1968年1月）